# Massimo Ghirotto
Massimo Ghirotto (* 25. Juni 1961 in Boara Pisani (x), Italien) ist ein ehemaliger italienischer Radrennfahrer.
Als Amateur bestritt er u. a. die Internationale Friedensfahrt 1982 und beendete die Rundfahrt auf dem 54. Platz. Massimo war von 1983 bis 1995 Profi. Seine Karriere begann mit der Mannschaft Gis Gelati. Er fuhr lange Zeit für die Mannschaft Carrera Jeans (1985–1992). Die letzten drei Jahre fuhr er in der Mannschaft ZG Mobili. Alle Teams sind italienisch. 1990 gewann er das Rennen Giro dell’Umbria.
Das Mountain-Bike Team TX Active-Bianchi-Team wird von Massimo Ghirotto verwaltet.

## Palmarès
| Jahr | Erfolg | Erfolg     | Rennen                                |
| ---- | ------ | ---------- | ------------------------------------- |
| 1981 | Sieger | Sieger     | Astico-Brenta (Italiën)               |
| 1982 | Sieger | Sieger     | GP Città di Empoli (Italiën)          |
| 1983 | 2.     | 2.         | Giro di Toscana                       |
| 1985 | 30.    | 30.        | Mailand–San Remo                      |
| 1986 | 3.     | 3.         | Nationalmeisterschaft Italiën, Straße |
| 1986 | Sieger | 10. Etappe | Schweiz-Rundfahrt                     |
| 1986 | 3.     | 05. Etappe | Giro d’Italia                         |
| 1986 | 42.    | 42.        | Gent–Wevelgem                         |
| 1987 | Sieger | 02. Etappe | Tour de France (y)                    |
| 1987 | 5.     | 11. Etappe | Tour de France (y)                    |
| 1987 | Sieger | Sieger     | Coppa Placci (Italiën)                |
| 1988 | 2.     | 05. Etappe | Tour de France                        |
| 1988 | 2.     | 2.         | GP des Ameriques (Kanada)             |
| 1989 | Sieger | 07. Etappe | Vuelta a España                       |
| 1989 | 2.     | 19. Etappe | Giro d’Italia                         |
| 1990 | Sieger | Sieger     | Giro del Veneto (Italiën)             |
| 1990 | 2.     | 06. Etappe | Giro d’Italia                         |
| 1990 | 8.     | 08. Etappe | Tour de France                        |
| 1990 | Sieger | 09. Etappe | Tour de France                        |
| 1991 | Sieger | 04. Etappe | Giro del Trentino                     |
| 1991 | Sieger | 09. Etappe | Giro d’Italia                         |
| 1992 | Sieger | Sieger     | Giro del Veneto                       |
| 1992 | 3.     | 14. Etappe | Giro d’Italia                         |
| 1992 | 3.     | 03. Etappe | Tour de France                        |
| 1992 | 5.     | 07. Etappe | Tour de France                        |
| 1992 | 3.     | 08. Etappe | Tour de France                        |
| 1993 | Sieger | 20. Etappe | Giro d’Italia                         |
| 1993 | 2.     | 12. Etappe | Tour de France                        |
| 1993 | 2.     | 17. Etappe | Tour de France                        |
| 1993 | 15.    | 15.        | Paris–Roubaix                         |
| 1994 | 2.     | 2.         | GP Città di Camaiore (Italiën)        |
| 1994 | 4.     | 4.         | Weltmeisterschaft, Straße             |
| 1994 | 2.     | 06. Etappe | Giro d’Italia                         |
| 1994 | Sieger | 19. Etappe | Giro d’Italia                         |
| 1994 | 4.     | 14. Etappe | Tour de France                        |
| 1994 | 8.     | 20. Etappe | Tour de France                        |